# 61 Virginis

Órbitas de los tres planetas y disco de polvo alrededor de 61 Virginis.

61 Virginis (61 Vir / HD 115617) es una estrella en la constelación de Virgo de magnitud aparente +4,74, situada al suroeste de la brillante Espiga (α Virginis).
Se encuentra a sólo 27,8 años luz del sistema solar; estrellas cercanas a ella son GJ 3820 y Gliese 465, ambas enanas rojas a 4,6 y 6,4 años luz respectivamente. Desde 2009 se conoce la existencia de tres planetas en órbita alrededor de esta estrella.

## Características físicas
61 Virginis es una enana amarilla de tipo espectral G5V y 5558 K de temperatura superficial. Considerada una análoga solar, tiene una masa y un radio ligeramente inferiores a los del Sol, brillando con un 78% de su luminosidad.
Su velocidad de rotación es de 2,2 km/s, completando un giro cada 33 días.
Se la considera una estrella antigua e inactiva con una edad estimada entre 6300 y 9000 millones de años.
Observaciones llevadas a cabo a lo largo de 16 años indican que su fotometría es estable.
61 Virginis muestra un exceso de emisión infrarroja a 70 μm que se relaciona con la existencia de un disco de polvo a su alrededor. Considerando los granos de polvo como cuerpos negros (objetos teóricos que absorben toda la radiación que incide sobre ellos), la temperatura del disco sería de 97 K, estando situado a 8,3 UA respecto a la estrella.
A partir de observaciones realizadas con el telescopio espacial Spitzer se ha postulado la existencia de un grueso segundo anillo de polvo que —asumiendo que la emisión procede de granos de silicatos de 25 μm— estaría situado entre 120 ± 20 UA y 220 ± 10 UA de la estrella.

## Composición química
Existe cierta controversia en cuanto a la metalicidad de 61 Virginis, dato que se relaciona con la existencia de sistemas planetarios; mientras que algunas fuentes señalan una metalicidad ligeramente inferior a la solar, estudios espectroscópicos revelan un contenido en hierro entre un 35% y un 58% mayor que el de nuestra estrella, dependiendo del método de calibración utilizado.
Asimismo, los niveles de otros elementos como magnesio, calcio y cobre son algo más elevados que en el Sol —en torno a un 25%—.
Sólo el azufre muestra una menor abundancia relativa ([S/H] = -0,12).
Por otra parte, su abundancia de litio puede ser semejante a la solar (logє[Li] < 1,20).

## Sistema planetario
Pequeñas variaciones detectadas en la velocidad radial de 61 Virginis se atribuyeron a la posible presencia de un gigante gaseoso, pero parece que no posee un compañero masivo próximo. Estudios posteriores descartaron la presencia de un cuerpo del tamaño de una enana marrón (entre 20 a 80 veces la masa de Júpiter).
Sin embargo, en 2009 se anunció el descubrimiento de tres planetas extrasolares en órbita alrededor de esta estrella, con masas comprendidas entre 5 y 25 veces la masa de la Tierra.
Los tres planetas orbitan muy cerca de la estrella; en comparación con nuestro sistema solar, los tres se moverían dentro de la órbita de Venus. Por otra parte, se necesitan datos adicionales para confirmar la posible presencia de un cuarto planeta.
Se piensa que, en órbitas exteriores dentro del disco de polvo a unas 120 UA, pueden existir planetas menos masivos que Júpiter aún no detectados.
La zona de habitabilidad estelar se sitúa a una distancia aproximada de 0,9 UA respecto a 61 Virginis.
| Acompañante (En orden desde la estrella) | Masa (MJ)         | Período orbital (días) | Semieje mayor (UA) | Excentricidad |
| ---------------------------------------- | ----------------- | ---------------------- | ------------------ | ------------- |
| b                                        | > 0,016 ± 0,0016  | 4,215 ± 0,0006         | 0,050201 ± 5×10-6  | 0,12 ± 0,11   |
| c                                        | > 0,0573 ± 0,0035 | 38,021 ± 0,0346        | 0,2175 ± 0,0001    | 0,14 ± 0,06}  |
| d                                        | > 0,072 ± 0,008   | 123,01 ± 0,55          | 0,476 ± 0,001      | 0,35 ± 0,09   |